# Ufficio 121
L'Ufficio 121 è un'agenzia nordcoreana di guerra cibernetica creata nel 1998 e compresa nell'Ufficio di riconoscimento generale dell'Armata popolare di Corea. Secondo le autorità statunitensi, l'Ufficio di riconoscimento generale gestisce operazioni clandestine tramite sei uffici. Le operazioni cibernetiche sono concepite per essere accessibili economicamente al governo nordcoreano per mantenere un'opzione militare asimmetrica come anche per ottenere informazioni riservate; gli obiettivi primari dell'intelligence sono la Corea del Sud, il Giappone e gli Stati Uniti.
Un'altra unità conosciuta all'interno dell'Ufficio di riconoscimento generale dedita alla guerra cibernetica è l'Ufficio n° 91.

## Staff
Secondo un'inchiesta di Reuters, l'Ufficio 121 è dotato dei più talentuosi esperti informatici della Corea del Nord sotto la supervisione dei militari. Un dissidente affermò che l'agenzia possiede 1800 specialisti, molti dei quali sono security hacker scelti direttamente tra i laureati all'Università dell'automazione di Pyongyang e sottoposti successivamente a 5 anni di addestramento. Mentre questi specialisti sono sparpagliati in tutto il mondo, in Corea del Nord le loro famiglie godono di speciali privilegi.

## Obiettivi e metodiche
Le attività dell'agenzia attirarono l'attenzione pubblica nel dicembre del 2014 quando Sony Pictures cancellò l'uscita nelle sale del film The Interview dopo che i suoi computer erano stati hackerati. L'Ufficio 121 fu incolpato per la breccia informatica ma il governo nordcoreano respinse le accuse.
La maggior parte delle attività dell'agenzia sono state dirette contro la Corea del Sud. Prima dell'attacco alla Sony, la Corea del Nord fu accusata di aver attaccato più di 30 000 PC in Corea del Sud colpendo banche e compagnie televisive come anche il sito ufficiale del Presidente sudcoreano Park Geun-Hye. La Corea del Nord è stata ritenuta responsabile anche dell'infezione nel 2013 di migliaia di smartphone sudcoreani tramite un'applicazione malevole. Gli attacchi alla Corea del Sud furono presumibilmente condotti da un gruppo soprannominato "DarkSeoul Gang" formato, secondo le stime della Symantec, da 10 o 50 membri con un'abilità "unica" di infiltrarsi nei siti web.
Le autorità statunitensi sostengono che la Corea del Nord possiede la capacità militare di compiere operazioni informatiche offensive e che sia responsabile di attività cibernetiche malevoli sin dal 2009. Come parte della sua struttura sofisticata, si presume che alcune cellule dell'Ufficio 121 siano presenti e operative in tutto il mondo. Una delle posizioni sospette dell'Ufficio 121 è situata nel Chilbosan Hotel di Shenyang, Cina.
La Corea del Sud ha accusato ripetutamente l'Ufficio 121 per aver provocato interferenze ai GPS mirate alla Corea del Sud. Il caso più recente di questi disturbi risale al 1º aprile 2016.

## Operazioni sospettate
- Attacco informatico del 2013 alla Corea del Sud
- Attacco informatico alla Sony Pictures nel novembre 2014
- Rapina informatica alla Banca del Bangladesh nel febbraio 2016
- Attacchi informatici alla SWIFT nel 2015 e nel 2016
- Epidemia nel maggio 2017 del ransomware WannaCry[15]